# Ô Long Thiên tử
Ô Long Thiên Tử hay Ô Long vượt ải tình (giản thể: 乌龙闯情关; phồn thể: 乌龙闯情关; bính âm:  Wu Long Chuang Qing Guan) là một bộ phim truyền hình cổ trang Đài Loan được hãng Asia Film sản xuất năm 2002.

## Nội dung
Đời vua Hán Vũ Đế trị vì. Ông nằm mơ thấy một người nào đó trong vương quốc của mình có mưu đồ giết hại mình và chiếm đoạt ngôi báu. Vũ Đế đã ra lệnh cho hai vị quan cận thần thân tín nhất của mình là Tô Văn và Giang Sung lập tức đi điều tra. Sẵn có lòng căm thù thái tử, Tô Văn và Giang Sung đã tố cáo thái tử có âm mưu giết chết hoàng đế
Điều này đã làm cho hoàng đế vô cùng tức giận và với uy quyền của mình, ông ra lệnh xử trảm thái tử và tất cả gia quyến. Quan ngự sử Bính Thiếu Khanh rất trung thành với thái tử, biết rằng thái tử vô tội, đã bí mật cứu sống con dâu Vương Ông Tu của thái tử lúc đó đang mang thai. Sau đó, Vương Ông Tu sinh ra một cậu con trai, đặt tên là Lưu Tuân, sau để che mắt người đời, đổi tên là Lưu Bệnh Dĩ.
Chứng kiến tất cả gia quyến của mình đã bị giết chết một cách dã man, Vương Ông Tu quá đau khổ và bà quyết định ra đi tìm cách trả thù. Thật đáng thương cho cậu bé Bệnh Dĩ đáng lẽ là người thừa kế ngôi vị hoàng đế, thì lại phải ở trong nhà tù từ khi mới lọt lòng mẹ được vài ngày. Thiếu Khanh đã phải đem hoàng tử nhỏ đến cho hai người bảo mẫu nuôi dưỡng ở trong tù. Không biết sự thật về thân thế của mình, Bệnh Dĩ chỉ biết mình lớn lên trong lao tù. Từ đây cũng mở ra một cuộc đời kỳ bí của Lưu Bệnh Dĩ - nhân vật chính của phim.
Ngày tháng qua, Bệnh Dĩ giờ đây đã trở thành một chàng trai khôi ngô tuấn tú nhưng lại là một tên lưu manh do không được dạy dỗ đúng cách. Sự thay đổi hoàng đế trị vì đã giải thoát Bệnh Dĩ và hai bảo mẫu khỏi ngục tù. Bệnh Dĩ bắt đầu cuộc đời của một thường dân. Cùng với hai bảo mẫu của mình, họ phải bắt đầu kiếm sống bằng mọi cách.
Hoàng đế thời đó là con trai út của Hán Vũ Đế là Hán Chiêu Đế, 8 tuổi đã lập vị, 11 tuổi lấy Phụng Nhi con quan mới 5 tuổi lập thành hoàng hậu. Chiêu Đế từ nhỏ thân thể suy nhược, mặc dù hoàng hậu vào cung đã 12 năm nhưng vẫn chưa sinh được mụn con nào.
Cuộc đời của Bệnh Dĩ thay đổi khi hoàng tử gặp Hoắc Thủy Tiên - cô tiểu thư con của Đại tướng quân Hoắc Quang. Họ bắt đầu một mối tình lãng mạn. Sau đó, Bệnh Dĩ được sự giúp đỡ của Thủy Tiên đã trở thành Đại úy của Sài Thám Tư, nơi cung cấp củi lửa cho triều đình. Nhiều tình huống hài hước diễn ra trong thời gian Bệnh Dĩ ở kinh thành và cho đến một ngày nọ, thông qua hai người vú nuôi và Vương Ông Tu, thân phận hoàng tộc của Bệnh Dĩ được xác nhận, đăng cơ hoàng đế nhưng cùng lúc anh cũng đánh mất hai người thân yêu nhất. Mẹ anh đã lìa đời khi chưa kịp nhìn con trai lên ngôi, người con gái mà anh yêu thương Thượng Quan Phụng Nhi nay trở thành "thái hoàng thái hậu" (có vai vế là bà nội của Bệnh Dĩ)...
Trải qua bao biến cố tưởng chừng không vượt qua nổi, cuối cùng Bệnh Dĩ cũng học được biến pháp "tề gia, trị quốc, bình thiên hạ" trở thành vị hoàng đế có tư tưởng chính trị nổi bật trong triều đại nhà Hán – Hán Tuyên Đế.

## Thành phần diễn viên
- Tôn Diệu Uy vai Lưu Bệnh Dĩ / Hàn Nghiêm Pháp
- Tào Dĩnh vai Hoắc Thủy Tiên
- Tống Nghiên vai Hứa Bình Quân
- Lâm Tâm Như vai Vương Ông Tu
- Công Phương Mẫn vai Tô Văn
- Thẩm Bảo Bình vai Hoắc Quang
- Vương Bân vai Thư sinh
- Lý Khu vai Thượng Quan Phụng Nhi
- Thích Tiểu Long vai Thích Tiểu Long
- Kha Thụ Lương vai Hán Vũ Đế / Tiêu Dao tử
- Phó Hồng Quân vai Cưu Ma Không
- Vương Tân Phân vai Cừu Ẩn Nương
- Chung Vệ Hoa vai Lưu Hạ
- Cát Tường vai Hoàng hậu
- Ngô Đông Phương vai A Thu
- Tấn Tùng vai Thích Đại Ngưu
- Nhạc Hồng vai Hồ Tổ
- Đàm Thiên vai Lưu Tư
- Cao Lợi Linh vai Quách Chinh Khanh
- Quách Tử Phương vai Nãi Nương
- Diêu Kiến Minh vai Bính Thiếu Khanh
- Lỗ Tuấn vai Tần Thụ
- Đổng Nhàn vai Tiểu Mai Tử
- Tương Băng Băng vai Vũ Long
- vương Linh vai Triệu Đức Trụ
- Thượng Kiến Tuệ vai Kim Kim Lượng
- Thượng Thiết Long vai Hứa Quảng Hán
- vương Giang Hoa vai Tô Thành
- Lý Chấn Phong vai Lưu Cứ
- Vương Khâm vai Lưu Phất Lăng
- Trương Thực Lục vai Lưu Bệnh Dĩ lúc nhỏ
- Chung Hán Hào vai Đông Phương Sóc
- Hàn Tông Lân vai Tư Mã Thiên
- Vương Hòa vai Tô Vũ
- Vu Diễm vai Vợ Hứa Quảng Hán
- Đổng Đại Nguyên vai Cẩu Đản
- Cao Gia Phúc vai Lưu Phúc
- Trần Bân Hổ vai Lao đầu
- Mi Từ Minh vai Bán Thiên
- Liễu Kế vai Lý Hoàn
- Trần Thanh vai Trương Hùng
- Mâu Lương vai Trần Liệt
- Cổ Minh Lĩnh vai Triêu Phụng
- Trương Ngọc Trữ vai Viên Phương

## Ảnh hưởng tại Việt Nam
Phim được lồng tiếng Việt và phát hành DVD bởi Cty TNHH Thương mại dịch vụ quảng cáo Ảnh Vương. Ngoài ra, bản thuyết minh tiếng Việt lần đầu được phát sóng trên VTV1 vào năm 2004 và sau đó nó được phát lại trên VTV9. Ca khúc cuối phim với tựa đề Quá nhiều do Trần Quán Bồ thể hiện, được dịch lời Việt với tên gọi Nếu Em Đã Quên do Lý Hải thể hiện.